# Lívia Andrade
Lívia Regina Sórgia de Andrade (São Paulo, 20 de junho de 1983) é uma artista e empresária brasileira que já atuou como modelo, atriz, radialista e apresentadora. Ficou em evidência por integrar o elenco do quadro Jogo dos Pontinhos do Programa Silvio Santos durante muitos anos.
Como atriz, Lívia ganhou destaque por seu papel como Suzana Bustamante em Carrossel.
Iniciou sua carreira como assistente de palco em 1997, no programa Fantasia, e de 2013 a 2019 comandou o programa de rádio Consultório Sentimental, da Band FM.
Atualmente participa do programa Domingão com Huck, da TV Globo.

## Carreira
Iniciou a carreira como modelo aos 13 anos, fazendo algumas campanhas publicitárias. Em 1997, foi para a TV como assistente de palco do programa Fantasia no SBT.
Em 2000, fez parte do grupo As Mallandrinhas do programa Festa do Mallandro na TV Gazeta, onde chamou a atenção das revistas masculinas Playboy e Sexy, e gravou dois álbuns nos estilos pop e funk carioca.
De 2004 a 2010, fez parte do elenco de A Praça É Nossa, onde fazia personagens que encantavam por sua beleza.
No teatro, protagonizou a peça Aconteceu com Shirley Taylor, dirigida por Fafy Siqueira, em 2006.
Atuou nas telenovelas Vende-se um Véu de Noiva (2009), Uma Rosa com Amor (2010) e Corações Feridos (que foi gravada em 2010 e exibida em 2012). Ainda participou dos especiais de Natal e Ano-Novo do humorístico 30 Anos de Chaves, interpretando Dona Florinda. Em 2012, interpretou sua primeira vilã, a professora Suzana na telenovela Carrossel. Lívia também gravou participação na telenovela Chiquititas, interpretando a coordenadora Bárbara. Junto com Roberta Tiepo, gravou a música "Erva Venenosa" para a trilha sonora da telenovela.
Em 2010 gravou a canção "Sou Corinthiana".
De 2008 a 2020, participou do quadro Jogo dos Pontinhos no Programa Silvio Santos, que conquistou grande audiência nas noites de domingo do SBT.
Apresentou o programa Eliana no SBT, nos dias 14 de agosto e 18 de setembro de 2011, cobrindo a licença-maternidade de Eliana.
Em 2013, passou a trabalhar na Band FM como locutora do Consultório Sentimental (do Projeto Liberta), ao lado de Roberta Tiepo e Marcelo Dias.
Em 2014, apresentou o programa Arena SBT, que foi ao ar nas noites de sábado por pouco tempo. 
Em dezembro de 2017, substituiu Mamma Bruschetta em suas férias no Fofocalizando. No dia 3 de janeiro de 2018, foi efetivada como apresentadora fixa no programa, onde saiu em 27 de março de 2020.
Em 2022, foi contratada pela TV Globo, para participar do programa Domingão com Huck no quadro Acredite em Quem Quiser. 

## Vida pessoal
De 2004 a 2014 foi casada com o empresário Fagnani Nilton Júnior, mas devido ao desgaste na relação, se divorciaram amigavelmente.
Algum tempo depois, conheceu o empresário Roberto Villa Real Júnior, e casaram-se em outubro de 2016. Apesar de a artista ter optado por não revelar a identidade do atual marido para a imprensa, visto que o mesmo não pertence ao meio artístico, no início de 2019, a relação entre os dois foi exposta na internet, e os dois então assumiram o casamento publicamente.
No dia 16 de março de 2013, Lívia envolveu-se em um acidente de carro junto com o apresentador Yudi Tamashiro, quando estava indo para um evento em Tabapuã, no interior do estado de São Paulo. O carro caiu em uma valeta e por pouco não capotou. Quem dirigia era o pai do apresentador.
Em 2014, Lívia completou vinte anos de presença confirmada na folia carnavalesca paulistana, no Sambódromo do Anhembi. Seu primeiro desfile foi aos dez anos de idade na ala das crianças da Unidos do Peruche, mas foi na Gaviões da Fiel que ela ganhou fama após frequentar o samba da escola por mais de dez anos. Também já desfilou na Leandro de Itaquera, X-9 Paulistana, Acadêmicos do Tucuruvi e Império de Casa Verde. No Rio de Janeiro, desfilou no Sambódromo da Marquês de Sapucaí, onde foi destaque de abre-alas da Caprichosos de Pilares e musa da Inocentes de Belford Roxo. Atualmente, é rainha de bateria da Paraíso do Tuiuti. No ano de 2020, desfilou como destaque de carro alegórico da Pérola Negra em São Paulo.
Muito fã do Corinthians, possui uma tatuagem na nuca com o símbolo do clube e de um gavião.

## Filmografia

### Televisão
| Ano           | Título                       | Função                 | Nota                                    | Emissora  |
| ------------- | ---------------------------- | ---------------------- | --------------------------------------- | --------- |
| 1997–1998     | Fantasia                     | Bailarina              |                                         | SBT       |
| 1998–2002     | Festa do Mallandro           | Bailarina              |                                         | TV Gazeta |
| 2004–2010     | A Praça É Nossa              | Várias personagens     |                                         | SBT       |
| 2008–2020     | Programa Silvio Santos       | Comentarista           | Quadro: "Jogo dos Pontinhos"            | SBT       |
| 2009          | Vende-se um Véu de Noiva     | Luciana                | Participação Especial/ Alguns Capítulos | SBT       |
| 2010          | Uma Rosa com Amor            | Livia                  | Participação Especial/ Alguns Capítulos | SBT       |
| 2011          | Eliana                       | Apresentadora especial | Episódio: "14 de agosto"                | SBT       |
| 2011          | 30 Anos de Chaves            | Dona Florinda          |                                         | SBT       |
| 2011          | Chaves: Especial de Natal    | Dona Florinda          |                                         | SBT       |
| 2011          | Chaves: Especial de Ano Novo | Dona Florinda          |                                         | SBT       |
| 2012          | Corações Feridos             | Janaína Correia        |                                         | SBT       |
| 2012–2013     | Carrossel                    | Suzana Bustamante      |                                         | SBT       |
| 2013–2020     | Teleton                      | Apresentadora          |                                         | SBT       |
| 2014–2016     | SBT Folia                    | Apresentadora          |                                         | SBT       |
| 2014          | Chiquititas                  | Bárbara Brunet         | Participação Especial/ Alguns Capítulos | SBT       |
| 2014          | Arena SBT                    | Apresentadora          |                                         | SBT       |
| 2017–2020     | Fofocalizando                | Apresentadora          |                                         | SBT       |
| 2020          | Triturando                   | Apresentadora          |                                         | SBT       |
| 2020          | O Próximo Nº1 VillaMix       | Apresentadora          |                                         | Multishow |
| 2022–presente | Domingão com Huck            | Comentarista           |                                         | TV Globo  |
| 2025          | Encantado's                  | Ela Mesma              | Episódio: "#VidasSolteirasImportam"     | TV Globo  |

### Cinema
| Ano  | Título                   | Papel          |
| ---- | ------------------------ | -------------- |
| 2010 | Natasha: O Anjo da Morte | Carmem Delarua |
| 2016 | Dumbo & Jumbo 2          | Amália         |

## Teatro
| Ano  | Título                       | Personagem     |
| ---- | ---------------------------- | -------------- |
| 2006 | Aconteceu com Shirley Taylor | Shirley Taylor |

## Rádio
| Ano       | Título                  | Cargo    | Estação |
| --------- | ----------------------- | -------- | ------- |
| 2013–2019 | Consultório Sentimental | Locutora | Band FM |

## Revistas
Dentre as inúmeras capas de revistas, Lívia figurou nas seguintes revistas masculinas:
- 2001 - Edição de setembro da Playboy
- 2003 - Edição de agosto da Sexy

## Prêmios e indicações
| Ano  | Prêmio    | Categoria            | Recipiente    | Resultado |        |
| ---- | --------- | -------------------- | ------------- | --------- | ------ |
| 2019 | Prêmio F5 | Melhor Apresentadora | Lívia Andrade | Venceu    | [ 23 ] |